# Beware! The Blob
Beware! The Blob is een Amerikaanse film uit 1972 onder regie van Larry Hagman die zich afspeelt als (officieus) vervolg op de sciencefiction-horrorfilm The Blob uit 1958. De film is eerder komisch bedoeld dan als een serieuze vervolgfilm. Hij is geproduceerd door Jack H. Harris Enterprises Inc. en werd in de Verenigde Staten uitgebracht op 21 juni 1972.
Beware! The Blob is de enige film die acteur Hagman ooit regisseerde. Hij heeft zelf een cameo als zwerver die wordt verzwolgen door het wezen uit de titel.

## Verhaal
Het verhaal begint wanneer pijplijnlegger Chester terugkeert naar Los Angeles van zijn werk op de Noordpool. Hij brengt een gelatinepuddingachtige substantie (The Blob) met zich mee die opgegraven is op de Noordpool bij het leggen van een pijplijn. Hij bewaart het ding in de ijskast, maar wanneer zijn vrouw de substantie per ongeluk ontdooit barst de hel los. Eerst absorbeert de Blob een vlieg dan een kat en tot slot Chester en zijn vrouw. Lisa ontdekt de Blob in het huis van Chester en probeert in paniek de politie te verwittigen die haar maar niet wil geloven, en zelfs haar vriendje Bobby niet, maar als Lisa en Bobby aangevallen worden door de Blob in hun auto, kan Bobby niet anders dan haar geloven. Daarna maakt de groeiende Blob steeds meer slachtoffers in de stad. De ondertussen gigantische Blob valt uiteindelijk een bowlingbaan en een ijsbaan aan.
Uiteindelijk lukt het Bobby om het mechanisme van de ijsbaan in te schakelen zodanig dat de Blob alsnog bevriest.

## Rolverdeling
| Acteur            | Personage               |
| ----------------- | ----------------------- |
| Robert Walker     | Bobby Hartford          |
| Gwynne Gilford    | Lisa Clark              |
| Richard Stahl     | Edward Fazio            |
| Richard Webb      | sheriff Jones           |
| Marlene Clark     | Mariane Hargis          |
| Gerrit Graham     | Joe, man in apenpak     |
| J.J. Johnston     | hulpsheriff Kelly Davis |
| Dick Van Patten   | scoutleider             |
| Randy Stonehill   | gitaarspeler, zanger    |
| Godfrey Cambridge | Chester Hargis          |
| Sheley Berman     | kapper                  |
| Bill Coontz       | William B. Foster       |